# Multinstrumentista

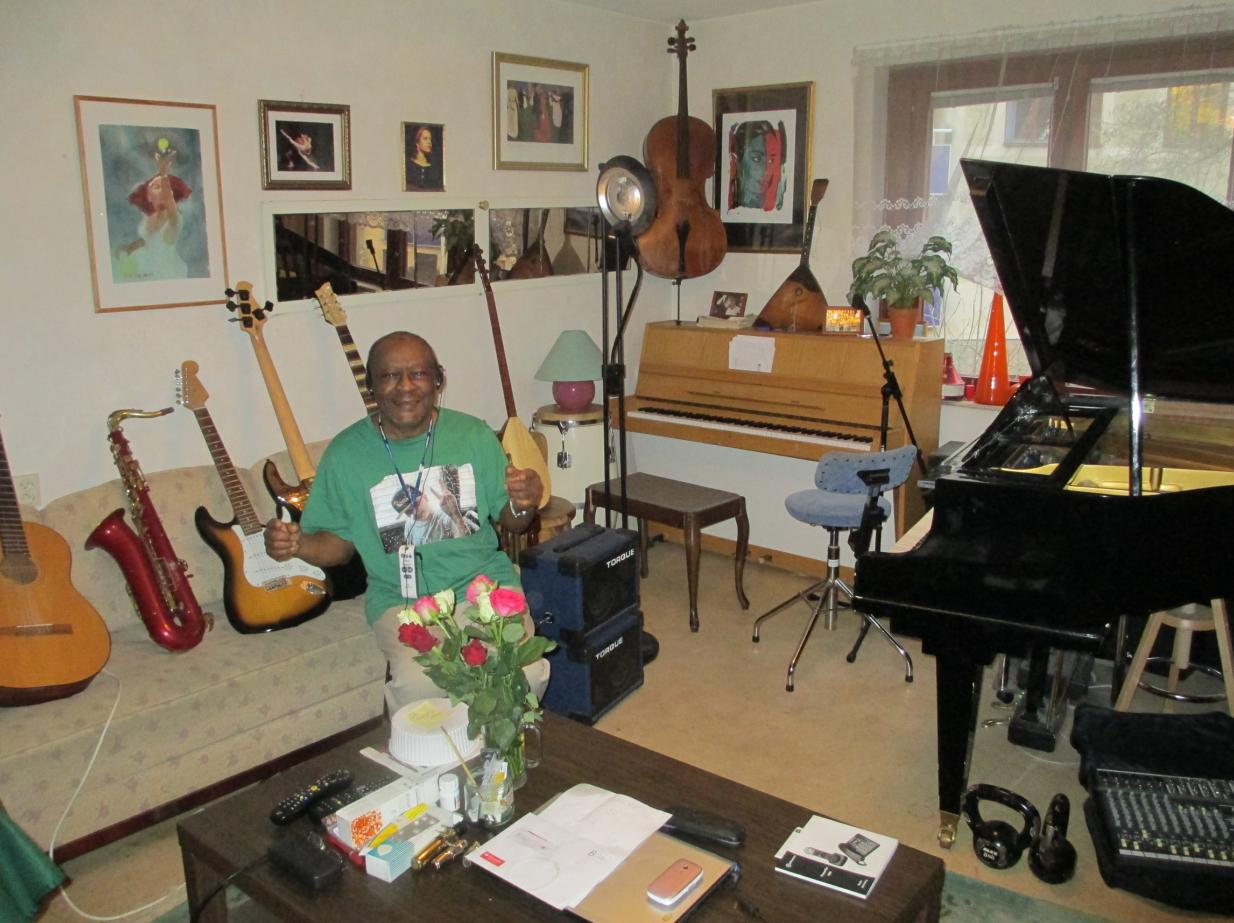
El multinstrumentista Colin Dyall

Un multinstrumentista o multiinstrumentista es un músico que toca cierto número de instrumentos diferentes. Es muy frecuente en la música clásica europea, el jazz, el rock, el pop y sus derivados.

## Música clásica
La música compuesta para una orquesta sinfónica generalmente posee una sección de percusión, que presenta un número de músicos que tocan una variedad de instrumentos diferentes durante una pieza. Las orquestas suelen tener (pero no siempre) muchos músicos multiinstrumentistas en la familia de los vientos. Típicamente, un flautista de orquesta puede pasar a tocar el flautín o la flauta contralto cuando llegue la oportunidad. En forma similar, los clarinetistas pueden tocar el clarinete bajo; los oboístas, el corno inglés, entre otros ejemplos. En líneas generales, esta práctica es infrecuente en otras áreas de la orquesta.
Los europeos Piffari, Stadtpfeifer y los waits eran multiinstrumentistas y tocaban la trompeta, el sacabuche, el shawm, la corneta, la flauta e instrumentos de cuerda. Algunos músicos con una educación de Stadtpfeifer han sido Gottfried Reiche, Johann Joachim Quan, Johann Christof Pezel y Sigmund Theophil Staden. También muchos músicos de iglesias europeas del siglo XVII y XVIII eran multiinstrumentistas. Georg Philipp Telemann, por ejemplo, tocaba el violín, la viola da gamba, la flauta, la flauta traversa, el oboe, el shawm, el sacabuche y el contrabajo.